# رضا بن عبد المحسن النزهة
رضا النزهة وزير سعودي مفوض، قائم بأعمال سفارة المملكة العربية السعودية لدى أستراليا حاليًا ،ومؤلف لكتاب دبلوماسي في أربع قارات.

## اقتحام السفارة السعودية عام1987م
ذكر رضا النزهة في كتابه قصة اعتقال الحرس الثوري له في مشهد -حيث كان قنصلا هناك- وذكر كذلك مقتل الدبلوماسي السعودي مساعد الغامدي، وهذا كله أدى لقطع العلاقات الدبلوماسية بين إيران و السعودية.